# Sabaragamuwa

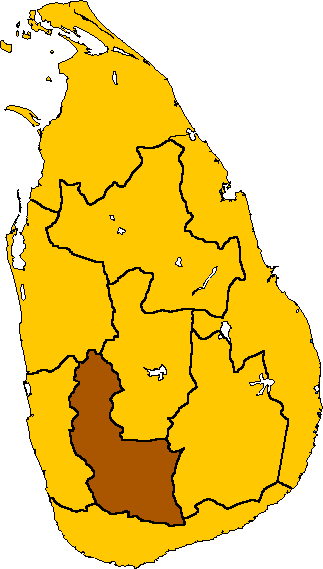
Sabaragamuwa

Sabaragamuwa é uma das 9 províncias do Sri Lanka.
- Área: 4 900 km²

## Distritos
- Kegalle
- Ratnapura